# RATMIL
Pistol Mitralieră model 1996 RATMIL — румынский 9-мм пистолет-пулемёт, принятый на вооружение в 1996 году.
Оружие имеет коробчатую ствольную коробку, затвор своей длиной охватывает казённую часть ствола, закрытого кожухом воздушного охлаждения с передней рукояткой.
Ратмил стреляет со скоростью 650 выстрелов в минуту. Флажковый переводчик режима огня расположен справа. Он имеет три положения: предохранитель, одиночные выстрелы и фиксированные очереди по три патрона. Режима автоматического огня нет. Приклад складывается влево. Ручка заряжания находится сверху ствольной коробки, на ней находится продолговатая прорезь, которая позволяет использовать рукоятку в качестве прицела.

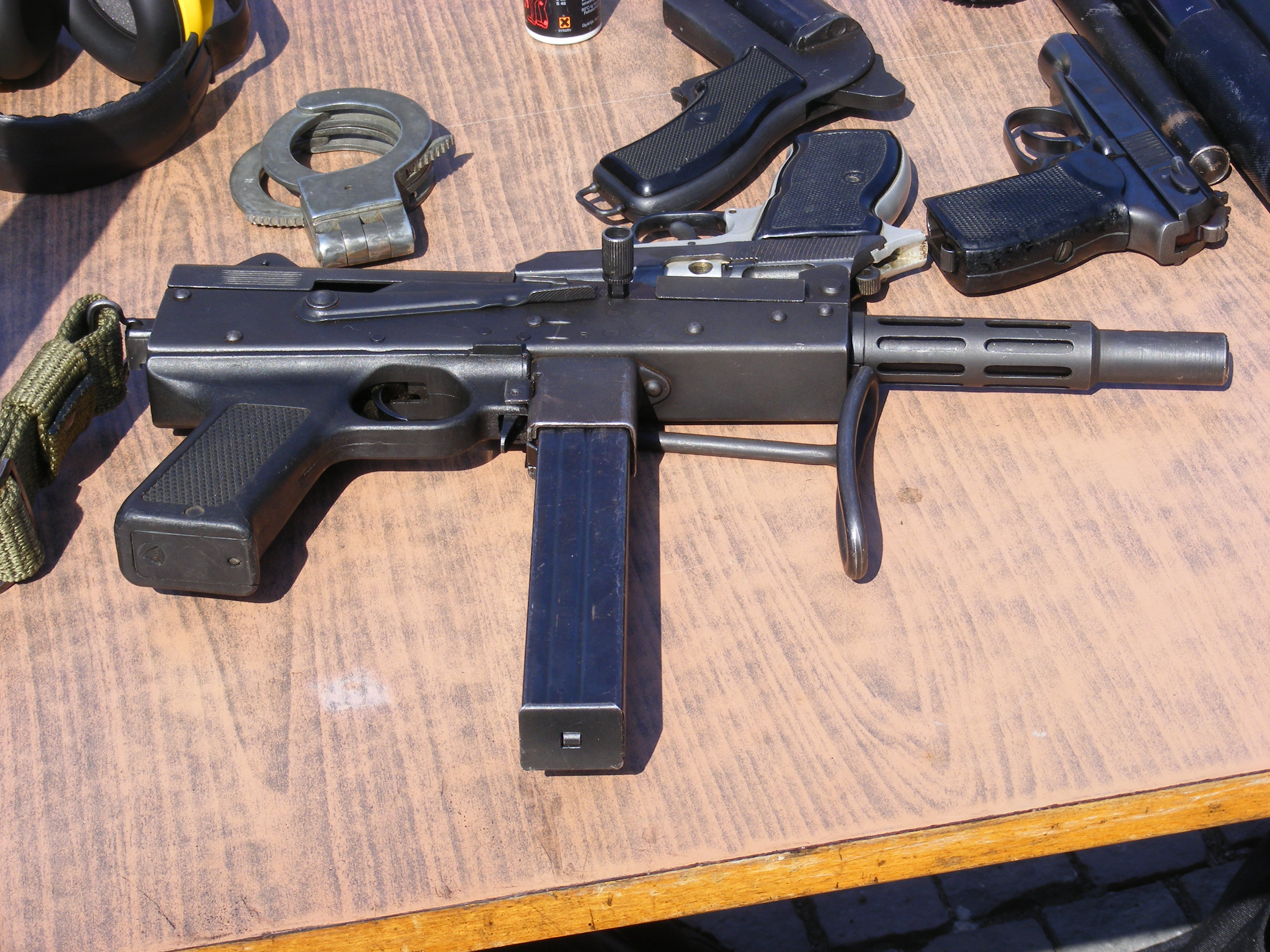